# Marquesado de San Miguel de Grox
El Marquesado de San Miguel de Grox es un título nobiliario español otorgado el 13 de octubre de 1700 por el rey Carlos II a favor de Juan Zapata de Deza y Osorio, Regidor Perpetuo de Toro y Ávila, Caballero de la Orden de Alcántara, Gentilhombre de boca del Rey.
La denominación del título hace referencia al lugar de San Miguel de Grox, en la actualidad despoblado y perteneciente al municipio de Toro, provincia de Zamora.
El actual titular, desde 1974, es María Fernanda Estévez Torres, XII marquesa de San Miguel de Grox.

## Armas
«En campo de gules, cinco zapatas jaqueladas de plata y sable y puestas en aspa; bordura de gules, con ocho escudetes de oro, cargado cada uno de una banda de sable.»

## Marqueses de San Miguel de Grox
|                                     | Titular                             | Periodo                             |
| Creado en 1700 por el rey Carlos II | Creado en 1700 por el rey Carlos II | Creado en 1700 por el rey Carlos II |
| ----------------------------------- | ----------------------------------- | ----------------------------------- |
| I                                   | Juan Zapata de Deza y Osorio        | 1700-?                              |
| II                                  | Alonso Zapata y Mercado             |                                     |
| III                                 | Bernardo Zapata y del Castillo      |                                     |
| IV                                  | Joaquín Zapata y Zapata             |                                     |
| V                                   | Juan Pablo Zapata y Giraldo         |                                     |
| VI                                  | Ana María Pablo Zapata y Giraldo    |                                     |
| VII                                 | Tomás de Torres y Zapata            |                                     |
| VIII                                | Ildefonso de Torres y Sánchez       |                                     |
| IX                                  | Leopoldo de Torres y Erro           |                                     |
| X                                   | Tomás de Torres y Erro              |                                     |
| XI                                  | Miguel Estévez y Torres             | 1950-1973                           |
| XII                                 | María Fernanda Estévez y Torres     | 1975-2016                           |
| XIII                                | Carmen Fontanals Armengol           | 2017 - Titular actual               |

## Historia de los marqueses de San Miguel de Grox
- Juan Zapata de Deza y Osorio, I marqués de San Miguel de Grox.

Le sucedió su hijo:
- Alonso Zapata y Mercado, II marqués de San Miguel de Grox.

Le sucedió su hijo:
- Bernardo Zapata y del Castillo, III marqués de San Miguel de Grox.

Le sucedió su hijo:
- Joaquín Zapata y Zapata, IV marqués de San Miguel de Grox.

Le sucedió su hijo:
- Juan Pablo Zapata y Giraldo, V marqués de San Miguel de Grox.

Le sucedió su hermana:
- Ana María Pablo Zapata y Giraldo, VI marquesa de San Miguel de Grox.

Le sucedió su hijo:
- Tomás de Torres y Zapata, VII marqués de San Miguel de Grox.

Le sucedió su hijo:
- Ildefonso de Torres y Sánchez, VIII marqués de San Miguel de Grox.

Le sucedió su hijo:
- Leopoldo de Torres y Erro, IX marqués de San Miguel de Grox.

Le sucedió su hermano:
- Tomás de Torres y Erro, X marqués de San Miguel de Grox.

Le sucedió, en 1950, su nieto:
- Miguel Estévez y Torres (1918-1973), XI marqués de San Miguel de Grox.

Le sucedió, en 1974, su hermana:
- María Fernanda Estévez y Torres, XII marquesa de San Miguel de Grox.

1975 - 2016
- Carmen Fontanals y Armnegol " XIII marquesa de San Miguel de Grox".
- 2017 actual

## Archivo
El archivo del Marquesado se encuentra depositado en el Archivo Histórico Provincial de Zamora, con el código de referencia ES-CYL-AHPZa-49001.